# 隧道二極體

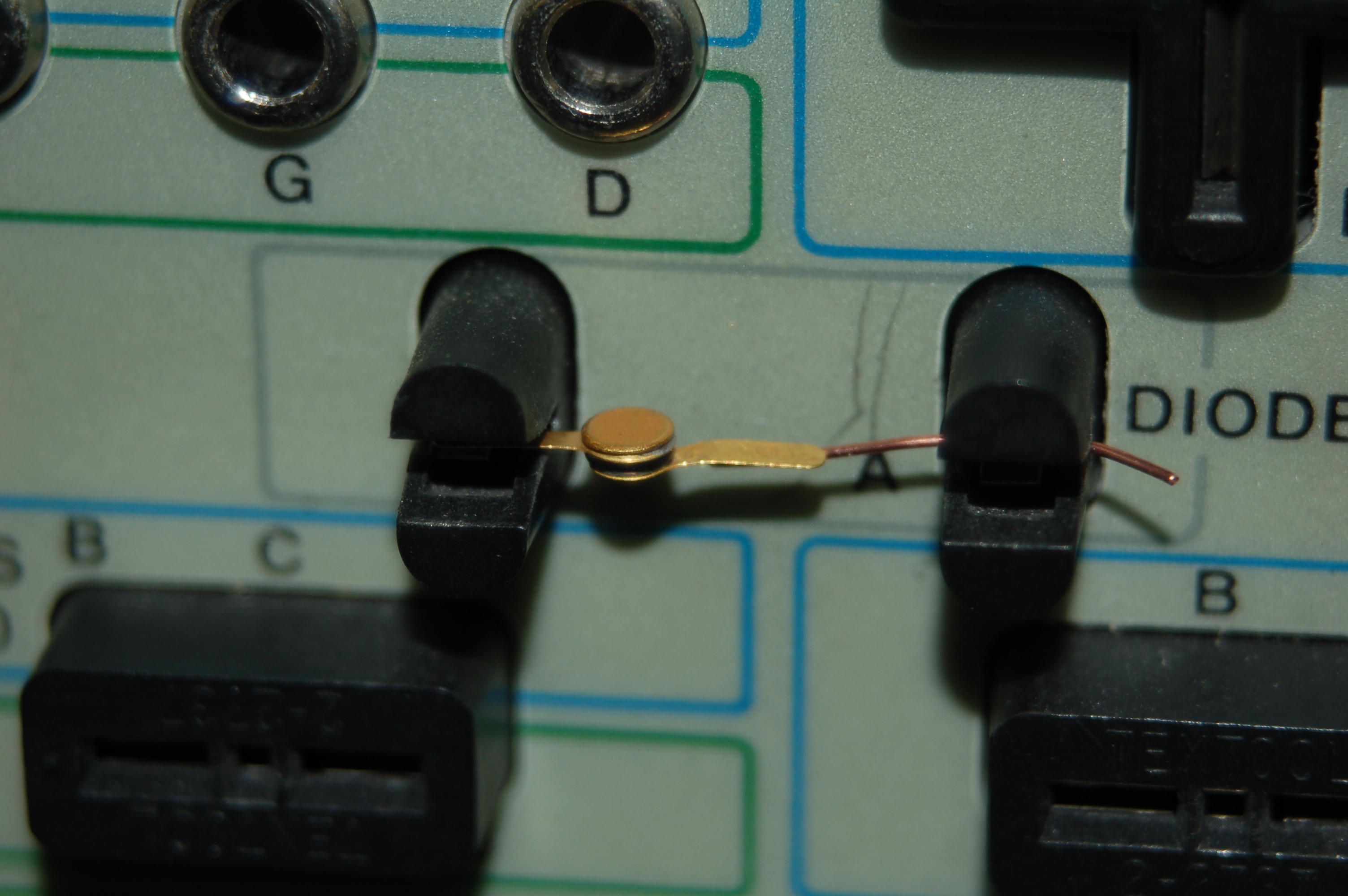
10mA的鍺隧道二極體，裝在Tektronix 571曲線追蹤儀的量測用端子上

隧道二極體（英語：Tunnel Diode），又稱江崎二極體、穿隧效應二體、穿隧二極體、透納二極體是一種有負阻特性的二極體，其負阻特性來自量子穿隧效應。隧道二極體是日本物理學家江崎玲於奈和黒瀬百合子（Yuriko Kurose）在1957年時發明的，當時他任職於東京通訊工業株式會社（現在的索尼）。江崎玲於奈在1973年因為利用實驗展示了半導體中的量子穿隧效應，獲得诺贝尔物理学奖。羅伯特·諾伊斯在為威廉·肖克利工作時也有有關隧道二極體的想法，但沒有繼續進行研究。隧道二極體最早是由東京通訊工業株式會社（現在的索尼）在1957年製造，後來通用电气和其他公司在1960年代製造，目前仍有少量生產。
此種二極體是由高摻雜的PN接面所形成（空乏區通常只有10奈米寬），高摻雜會產生晶格的破壞，讓N側的导带电子排布和P側的價帶电子排布有一部份的對齊。常用鍺材製作，其他常用材料包括砷化鎵、銻化鎵或是矽。

## 用途
隧道二極體在其部份工作範圍內存在負阻特性，可以可以用作电子振荡器以及放大器，以及用在利用遲滯現象的交流電路（switching circuit）裡。隧道二極體也用做混频器以及無線電探測器:7–35。隧道二極體的電容量低，可以工作在微波頻率下，這是一般的二極體以及晶体管無法運作的條件。

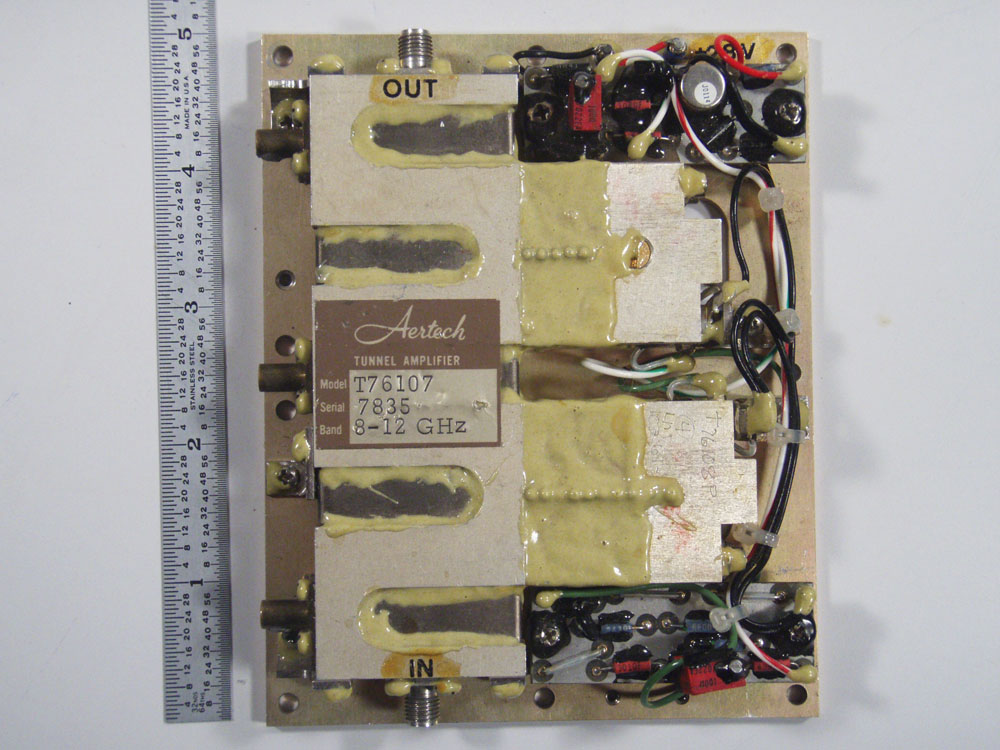
8–12 GHz隧道二極體放大器，約在1970年

隧道二極體的輸出功率低，因此沒有廣泛的使用。其電壓擺動小，射頻功率輸出只能到數百微瓦。不過近年來已開發了其他使用穿隧效應的新元件。谐振隧穿二极管（RTD）的工作頻率已達到固态电子器件振盪器的最高頻率。
另一種隧道二極體是金屬—絕緣體—絕緣體—金屬（MIIM）二極體，加上一層絕緣層，可以step tunneling，更精準的控制二極體。也有存在金屬—絕緣體—金屬（MIM）二極體，但因為其本質上的高敏感度，目前應用只限在研究環境下。

## 順向偏壓運作
在一般順向偏壓運作下，電壓會增加，第一個隧道的電子通過非常窄的P-N 接面能障，填滿N側的導通帶，而此導通帶開始和P-N接面中P側空的價帶對齊。電壓進一步上昇時，兩者的對齊情形會變差，因此電流下降。此情形下在電壓上昇時，電流下降，稱為負微分電阻的組態。在電壓超過固定的轉換點後，隧道二極體就會像一般的二極體一樣運作，電子藉由傳導通過P-N接面，不再利用穿隧效應通過P-N 接面能障。隧道最重要的工作區間就是負電阻區。其電壓電流關係圖和一般的二極體不同。

## 逆向偏壓運作

隧道二極體的I V特性曲線圖。在V_{1}和V_{2}之間的灰色電壓區域有負電阻特性

隧道二極體用在逆向偏壓下，稱為反向二極體（backward diode或back diode），可以用作零偏移電壓的快速整流器，對功率信號有完美的線性度（其反向下有精準的平方律特性）。在逆向偏壓的條件下，P側已填滿電子的價態會越來越對正N側的空價態，電子會以反向依穿隧效應通過P-N接面能障。

## 技術比較

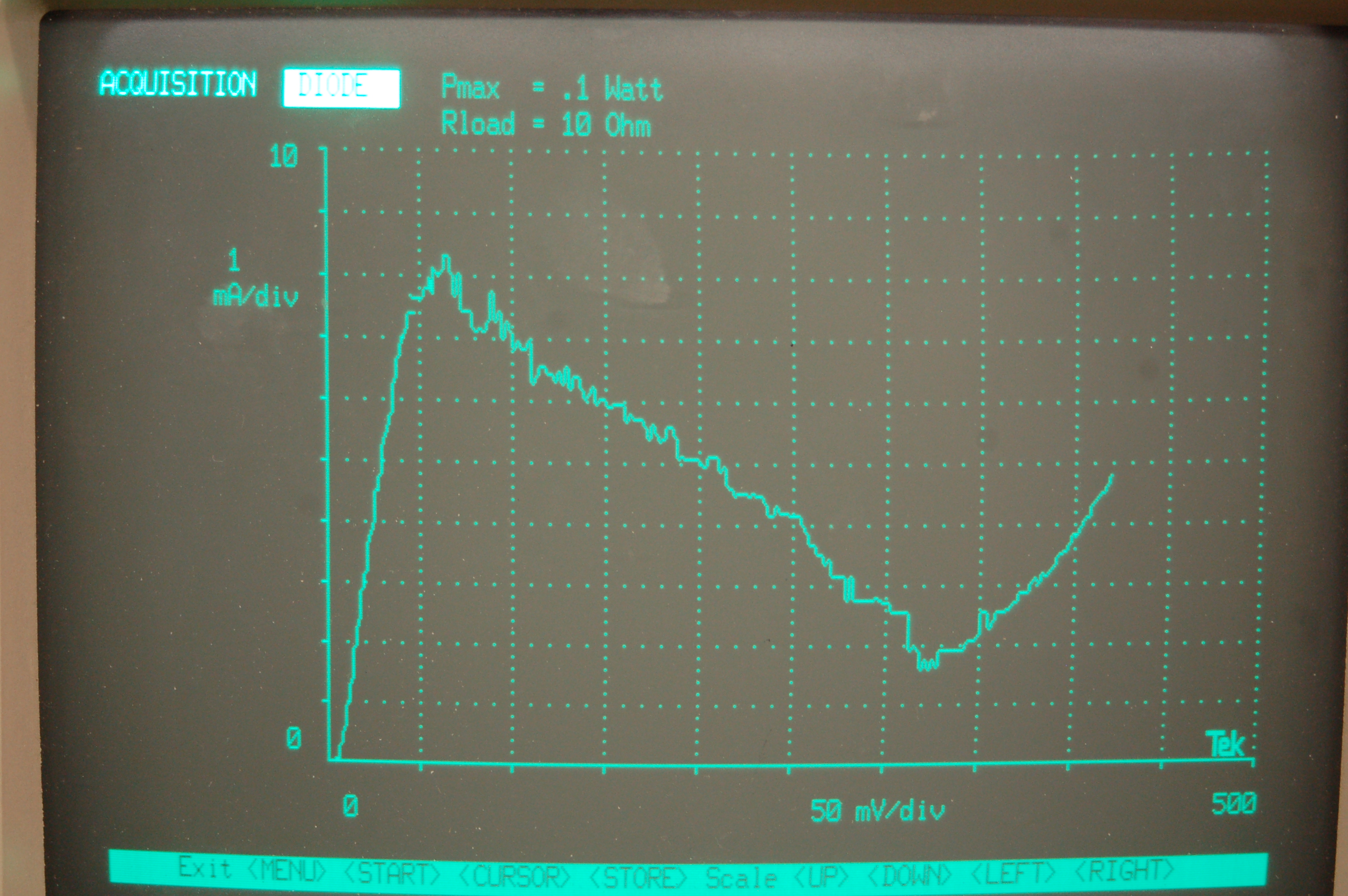
10 mA 鍺隧道二極體的I-V曲線，是由Tektronix model 571 曲線追蹤儀所繪製

在傳統的半導體二極體中，當P-N接面順向偏壓時，元件會導通，而P-N接面逆向偏壓時，電流無法流通。不過當逆向偏壓的電壓大到逆向崩潰電壓（reverse breakdown voltage）時，又會導通。在隧道二極體中，P層和N層滲雜劑的濃度大到使逆向崩潰電壓變成0，二極體在逆向偏壓時可以導通。不過在順向偏壓時，在某個電壓區間內，會因為量子穿隧效應的影響，當電壓增加時，順向電流反而下降。這種負阻特性區間可以用作負電阻管振盪器的固態電子版本，取代四极管熱離子閥（真空管）。

## 應用
隧道二極體可運作在微波頻段，其頻率遠高於四極管可以達到的頻率，因此可用在振盪器以及高頻閾值（觸發）裝置上。隧道二極體的應用包括UHF電視調諧器的本身振盪器，示波器中的觸發電路，高速計數器電路，以及上昇時間非常短的脈波產生電路。1977年Intelsat V 通訊衛星接收器用了一個microstrip隧道二極體放大器前極，頻段在14–15.5 GHz。這類放大器是當時的先進技術，高頻下的性能比所有電晶體的前極都要好。隧道二極體可以用做低雜訊的的微波放大器:13–64。在此元件發現之後，越來越多的傳統半導體性能已超過以往使用傳統振盪器技術的性能。對於許多的應用來說，三端子的元件（例如場效應電晶體）靈活度會比只有二個極子的要大。實務應用上，隧道二極體運作需要電流只有幾個微安，電壓小於一伏特，因此是低功率設備耿氏二极管的頻率運作範圍和隧道二極體類似，但可以處理較大的功率。
隧道二極體抗輻射強化的效果比其他二極體要好。因此適合用在高輻射的環境下（例如太空）。

### 壽命長
隧道二極體容易因為過熱而損壞，因此在軟釺焊時需格外注意。
隧道二極體有個著名的的特點：壽命長，1960年代製作的元件仍能運作。江崎玲於奈等人在自然期刊中提到，一般而言這類半導體元件非常穩定，若存放在室溫以下，推測其壽命是無限的。他們後來用一批製作50年的元件進行小量的測試，發現「二極體的壽命有令人滿意的結果。」。就像在一些隧道二極體樣品中所發現的一樣，鍍金鐵引腳其實會失锈，使得對外殼短路。這問題多半可以檢查出來，這可以用維修電話電路板常用的過氧化物及醋酸來處理，內部的隧道二極體仍可以運作。

## 外部連結
- .   [2024-10-02]. （原始内容存档于2018-07-27）.